# Gorki Leninskie
Gorki Leninskie (en russe : Горки Ленинские) est une commune urbaine de l'oblast de Moscou, en Russie. Sa population s'élevait à 3 586 habitants en 2010.
Gorki Leninskie est célèbre pour le manoir, transformé en musée, où Vladimir Ilitch Lénine passa les dernières années de sa vie.

## Géographie
Gorki Leninskie se trouve à 29 km au sud du centre de Moscou et à 10 km — 11 km par la route — de l'autoroute périphérique de la capitale. Les villes les plus proches sont Vidnoïe au nord et Domodedovo au sud.

## Histoire
Le domaine de Gorki fut la propriété de diverses familles nobles de Moscou à partir du XVIIIe siècle. Il fut acheté en 1909 par la veuve du richissime Savva Morozov, devenue l'épouse du général Anatoli Rheinbott (gradonatchalnik de Moscou en 1905), Zinaïda Morozova-Rheinbott. Elle engagea l'architecte le plus en vogue en Russie à l'époque, Franz Schechtel, pour transformer le manoir dans le style néo-classique. Le projet fut achevé par la construction d'un porche de six colonnes ioniques.
|  |

Après la mise en place du gouvernement soviétique à Moscou, en 1918, le domaine fut nationalisé et transformée en datcha pour Lénine. En septembre 1918, le dirigeant bolchévique vint s'y reposer après une attaque. Il y séjourna longuement quand son état de santé commença à se détériorer. Sur les conseils des médecins, Lénine quitta le Kremlin pour Gorki le 15 mai 1923. Il vécut là en semi-retraite jusqu'à sa mort, survenue le 21 janvier 1924.
Après la mort de Lénine, Gorki fut rebaptisé Gorki Léninskie en 1924. Le manoir est devenu un musée où sont exposés des effets personnels de Lénine. Un musée consacré à la vie de Lénine à Gorki a été construit en 1987. On peut y voir son dernier testament transcrit par sa femme Nadejda Kroupskaïa, son appartement et son bureau au Kremlin, qui ont été reconstruits dans un bâtiment séparé. En 1958, un monument représentant La mort du leader a été érigé dans le parc.